# 薇拉·万丘罗娃
薇拉·万丘罗娃（捷克語：Věra Vančurová，1932年9月17日—2018年2月6日），捷克女子竞技体操运动员。她曾代表捷克斯洛伐克参加1952年夏季奥林匹克运动会体操比赛，获得女子团体全能铜牌。